# Георг Мальмстен
Георг Мальмстен (швед. Georg Malmstén, 27 червня 1902, Гельсінкі — 25 травня 1981, Гельсінкі) — фінський співак, композитор і актор шведського походження. Був одним із найплідніших артистів свого часу у Фінляндії, випустивши понад 800 записів у різних жанрах. Наприкінці 1930-х років, володіючи звукозаписною компанією, близько половини своїх релізів він випускав під псевдонімом Матті Рейма.

## Біографія

### Ранні роки
Георг Мальмстен народився 27 червня 1902 року в Гельсінкі в музичній сім'ї. Він був найстаршим із трьох дітей у шведськомовній родині. Його братом був співак і керівник оркестру Ойген Мальмстен.
Його музичні таланти проявилися ще в шкільні роки, і його направили навчатися гри на трубі в Гельсінкське музичне училище (нині Академія імені Сібеліуса). Вже з 17 років він служив на флоті, був корнетістом у військовому оркестрі. У 19 років став боцманом.
У 1925 році Мальмстен одружився з Рагнхільд Торнстрем, у шлюбі народилося двоє дітей. В цей період він грав на трубі в оркестрі військово-морського флоту Фінляндії. У другій половині 1920-х років він навчався в Гельсінській консерваторії у Вяйне Лехтінена по класу співу, потім у Айно Акті по класу оперного співу.

### Творчий підйом
У 1929 році Георг Мальмстен разом зі своїм другом, співаком Ройне Рююняненом, вирушив на гастролі до Берліна, де виконав багато своїх пісень. В репертуарі Мальмстена були як пісні фінською, так і його рідною шведською мовою. Особливий успіх мала пісня «Särkynyt onni» («Розбите щастя»), продана на платівках в 17 тис. примірниках. Ця поїздка зробила його знаменитим.
У тому ж році він виконав головну партію в опері Генделя «Юлій Цезар», а на наступний рік взяв участь в оперному фестивалі в Савонлінні. Ще пів року по тому він дав концерт в конференц-залі університету Гельсінкі.
Однак гонорарів оперного співака не вистачало на те, щоб утримувати сім'ю. Намагався отримати місце керівника оркестру військово-морського флоту, однак не отримав його. У 1931 році Мальмстен залишив службу на флоті. З початку 30-х років він зосередився на популярній музиці. Незабаром починається період його співпраці з Dallapé-оркестром.

### Військові роки
Під час Зимової війни і Війни-продовження Мальмстен, поряд з іншими відомими співаками того часу (в тому числі Матті Юрва), записував військові пісні і давав концерти на військах, піднімаючи бойовий дух фінської армії. З пісень, записаних у воєнні роки, найбільш відомі «Ääniset aallot» («Онезькі хвилі»), «Liisa pien» («Лілі Марлен»), «Tumma yö» («Темна ніч»), «Kaunis valhe» («Красива брехня»), «Kaarina» («Еріка»), «Pienet kukkivat kummut» і багато інших.
Хоча Мальмстен під час війни служив на флоті, значну частину часу він провів у роз'їздах. Так, за час війни він здійснив концертні поїздки в Стокгольм і Берлін.

### Після війни
Після війни Мальмстен став керівником Поліційного оркестру Гельсінкі і залишався ним аж до 1965 року. У 50-ті роки він записав ряд пісень, серед них найбільш відома «Stadin kundi». В цей же період він написав пісню «Kohtalokas samba», яку виконав його брат Еуген Мальмстен. До цього часу Георг вже достатньою мірою опанував фінську мову, щоб самому писати нею пісні. Третьою його піснею на власні вірші фінською мовою була «Totisen pojan jenkka».

### Останні роки
В 70-ті Мальмстен записав свої останні пісні. Записані в 1975 році «Ilta skanssissa» і «Kirje sinulle» мали деякий успіх, однак пік його слави був вже в минулому.
Помер він у Гельсінкі 25 травня 1981 року. Похований на кладовищі Гієтаніємі.

## Фільмографія
- «Vi på lilla torget» (1964)
- Iskelmäketju (1959)
- Asessorin naishuolet (1958)
- 'Jees, olympialaiset', sanoi Ryhmy (1952)
- SF-paraati (1940)
- Laivan kannella (1938)
- Syntipukki (1935)
- Meidän poikamme ilmassa — me maassa (1934)
- Herrat täysihoidossa (1933)
- Ne 45000 (1933)
- Voi meitä! Anoppi tulee. (1933)
- Meidän poikamme merellä (1933)
- Sano se suomeksi (1931)

## Псевдоніми
- Дядько Йорі (фін. Jori-Setä)
- Йоркка (фін. Jorkka)
- Кілле Кільюнен (фін. Kille Kiljunen)
- Йорі Мальмстен (фін. Jori Malmsten)
- Матті Рейма (фін. Matti Reima)